# Saint-Narcisse-de-Rimouski
Saint-Narcisse-de-Rimouski es un municipio parroquial canadiense situado en la provincia de Quebec.

## Superficie
Saint-Narcisse-de-Rimouski tiene una superficie de 162,4 km².

## Demografía
En 2021, tenía 1084 habitantes, una densidad poblacional de 6,7 hab./km², y 667 viviendas.